# 金会庆
金会庆（1956年11月—），上海人，汉族，中华人民共和国政治人物、第十二届全国人民代表大会安徽地区代表，现任安徽三联学院校长。
1982年7月毕业于安徽医科大学卫生系获学士学位，1986年9月获安徽医科大学硕士学位，1993年4月于日本东京大学医学部获医学博士学位。先后获2002年度国家科技进步一等奖、2005年度国家科技进步二等奖，2012年荣获“中国科学年度新闻人物”。
担任第九届中华全国工商业联合会副主席。2008年起担任全国人大代表。2013年，被选为全国人大代表。